# Заев, Роман Николаевич
Роман Николаевич Заев (укр. Роман Миколайович Заєв; род. 1 января 1969, Торчица, Киевская область) — советский и украинский футболист, тренер. С 19 июня 2021 года — главный тренер ЖФК «Шахтёр».

## Карьера игрока
Начал карьеру в мироновской «Ниве». В 1991 году перешёл в белоцерковское «Динамо». После распада СССР перебрался в «Бажановец» . После «Бажановца» по одному сезону играл в запорожском «Торпедо», луганской «Заре-МАЛС», «СК Одессе», ровенском «Вересе», мини-футбольном клубе «Угольке», «Силур-Динамо», белорусском «Ведриче-97», стахановском «Шахтёре», закончив карьеру футболиста в киевской «Оболони» в 1999 году.

## Карьера тренера
До работы главным тренером женской сборной Украины до 17 лет тренировал любительские клубы Украины. С 2012 года работал в штабе женских сборных команд Украины: ассистентом, затем главным тренером. В 2015 году Заев принял приглашение из Казахстана став главным тренером женской сборной Казахстана до 19 лет и одновременно к луба «БИИК-СДЮШОР №7» (Шымкент). В 2016 году был ассистентом главного тренера национальной женской сборной Казахстана.
В 2018 году вернулся в Украину приняв ЖФК «Еднисть-ШВСМ». С 2019 года стал у руля ЖФК «Восход», с которым дошёл до финала Кубка Украины и выиграл бронзовые медали национального чемпионата.
По итогам 2019 года был признан лучшим тренером в голосовании интернет-издания Женский футбол Украины, и в номинации украинской ассоциации футбола Football Awards 2019, как лучший тренер женских команд.
19 июня 2021 года был назначен на должность главного тренера новосозданной женской команды «Шахтёр» (Донецк), которую будет готовить в дебютном сезоне 2021/22 в Первой лиге чемпионата Украины

## Достижения
- Лучший тренер женских команд (2): 2019, 2020[1]